# Gare de Colmar-Saint-Joseph
Pour les articles homonymes, voir Gare de Saint-Joseph (homonymie).
La gare de Colmar-Saint-Joseph est une halte ferroviaire française située sur le territoire de la commune de Colmar, préfecture du Haut-Rhin en Grand Est. Elle se trouve près de l'église Saint-Joseph de Colmar.

## Situation ferroviaire
La gare de Colmar-Saint-Joseph est située au point kilométrique (PK) 0,751 de la ligne de Colmar-Central à Metzeral entre les gares ouvertes de Colmar-Central et de Colmar-Mésanges.

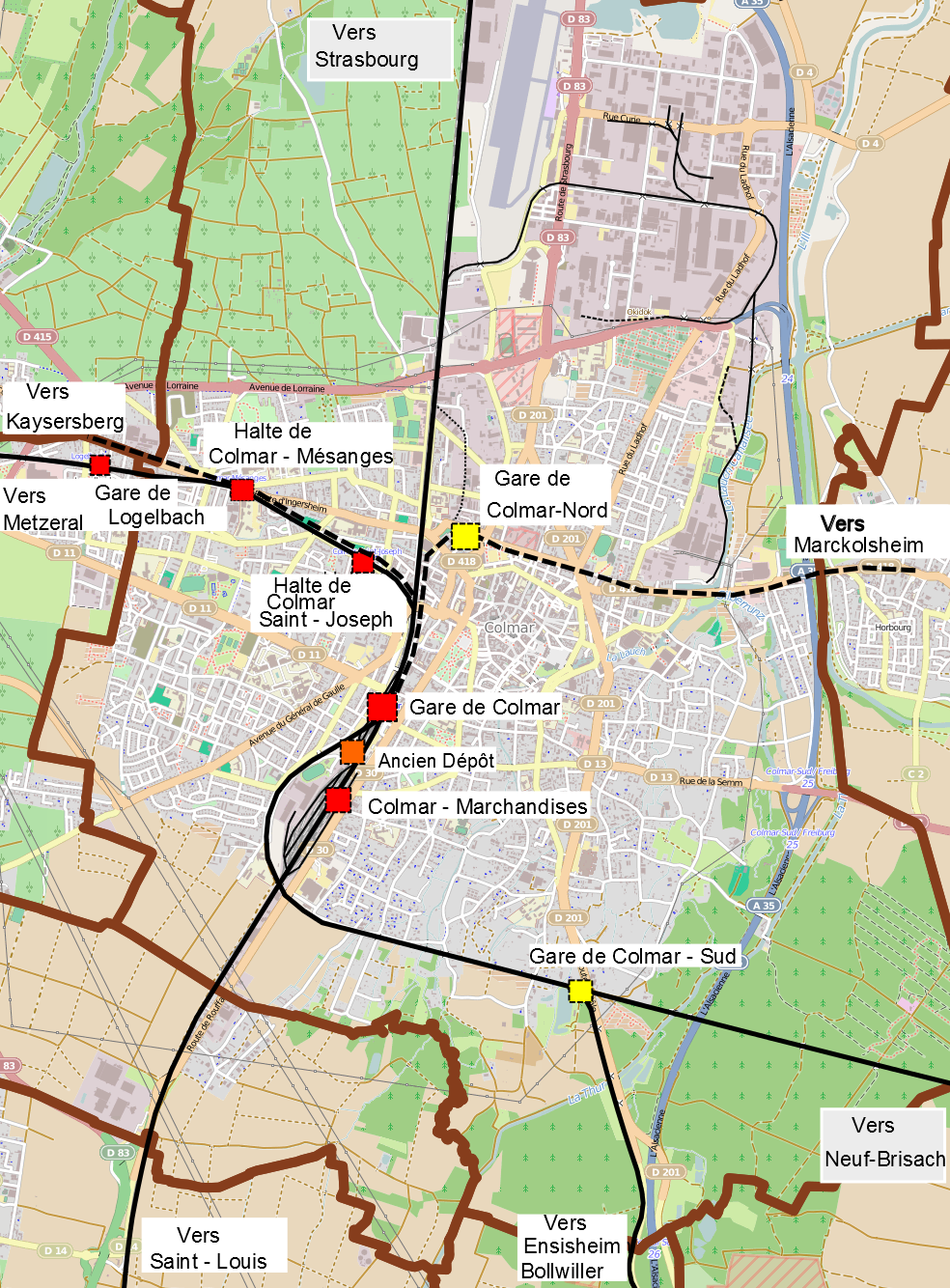
Plan du système ferroviaire de Colmar.

## Histoire
En 2022, la SNCF estime la fréquentation de la halte à 59 776 voyageurs.

## Fréquentation
De 2015 à 2024, selon les estimations de la SNCF, la fréquentation annuelle de la gare s'élève aux nombres indiqués dans le tableau ci-dessous.
| Année     | 2015   | 2016   | 2017   | 2018   | 2019   | 2020   | 2021   | 2022   | 2023   | 2024   |
| --------- | ------ | ------ | ------ | ------ | ------ | ------ | ------ | ------ | ------ | ------ |
| Voyageurs | 87 946 | 84 732 | 87 336 | 78 681 | 76 016 | 64 908 | 60 788 | 59 776 | 77 046 | 83 271 |

## Service des voyageurs
Colmar-Saint-Joseph est desservie par des trains régionaux TER Grand Est assurant la relation relation Colmar - Metzeral.